# Die Gobots
Die Gobots (Originaltitel: Challenge of the GoBots) ist eine US-amerikanische Zeichentrickserie von Hanna-Barbera-Studios, die auf der Spielzeugserie GoBots des US-amerikanischen Herstellers Tonka basiert. Die meisten Spielzeuge wurden von der japanischen Machine-Robo-Spielzeugserie übernommen.

## Inhalt
GoBots sind transformierende Roboter vom Planeten GoBotron, die aus den heldenhaften Guardians und den bösen Renegades bestehen. Die Guardians werden von Leader-1 und seinen Gehilfen Turbo, Small Foot und Scooter angeführt. Die Renegades wurden von Zero angeführt, der später jedoch von Cy-Kill ersetzt wurde. In die engen Reihen der Renegades gehören ebenfalls die GoBot Charaktere Crasher, Fitor und Cop-Tur. Es werden selten Waffen benutzt, stattdessen schießen sie mit Energie Blasten aus ihren Fäusten.
Die Geschichte beginnt damit, dass vor tausenden von Jahren auf dem Planeten GoBotron menschenähnliche Wesen lebten, die als GoBings bekannt waren. Auf dem Planeten brach ein Bürgerkrieg aus, als die terroristische Vereinigung Renegades entstand und Kriege gegen die friedlichen Guardians führten. Der Anführer der Renegades war zu dieser Zeit ein wahnsinniger namens "Master Renegade". Eine versehentliche Sabotage durch die Renegades führte dazu, dass der Planet GoBotron mit gigantischen Asteroiden kollidierte, was eine schwere Naturkatastrophe nach sich zog und die GoBings am Rande des Aussterbens standen. Allerdings rettete ein Genie, der als das letzte Genie bekannt war, die letzten Verbliebenen seines Volkes, indem er Experimente durchführte und die Gehirne der GoBings in große Roboter übertrug: die GoBots. Die GoBot Körper besitzen eine weitere Fähigkeit, die es ihnen ermöglicht sich in Fahrzeuge zu transformieren. Das letzte Genie wollte sich in die Ferne Galaxie zurückziehen, nachdem er seine Arbeit beendete. Dies gelang ihm jedoch nicht, da der böse "Master Renegade" ihm sein Raumschiff stahl und entkam. Der Krieg setzte sich zwischen den Guardians und den Renegades weiter fort. Aber auch die bösen Renegades übertrugen ihre Gehirne in GoBot Roboter.
Im 20. Jahrhundert wurde die Erde zunehmend in den Konflikt zwischen den Leader-1 Guardians und den Cy-Kill Renegades hineingezogen.

## Synchronisation
Zur Serie existieren zwei deutsche Synchronfassung. Die erste entstand in den 1980er Jahren für eine Video-Veröffentlichung durch Screen Entertainment und beschränkte sie auf eine Handvoll Episoden. Die zweite Synchronfassung entstand in den 1990er Jahren bei der Johannisthal Synchron GmbH in Berlin; das Dialogbuch wurde hier von Stefan Mittag geschrieben und die Dialogregie übernahm Hannes Gromball.
| Rolle               | Originalsprecher          | Dt. Synchronsprecher (VHS) | Dt. Synchronsprecher (TV) |
| Wächter (Guardians) | Wächter (Guardians)       | Wächter (Guardians)        | Wächter (Guardians)       |
| ------------------- | ------------------------- | -------------------------- | ------------------------- |
| Leader-1            | Lou Richards, Jr.         | Walter von Hauff           | Rainer Doering            |
| Turbo               | Arthur Burghardt          | Gernot Duda                |                           |
| Scooter             | Frank Welker              | Franz Rudnick              | Michael Iwannek           |
| Renegades           |                           |                            |                           |
| Cy-Kill             | Bernhard Erhard           |                            | Horst Lampe               |
| Crasher             | Marilyn Lightstone        | Anita Höfer                | Regine Albrecht           |
| Cop-Tur             | Bob Holt Arthur Burghardt |                            | Karl Schulz               |
| Andere              |                           |                            |                           |
| Matt Hunter         | Morgan Paull              | Ulrich Bernsdorff          | Ernst Meincke             |
| Dr. Braxis          | René Auberjonois          | Thomas Rau                 | Michael Narloch           |

## Trivia
- Die Serie wurde 1986 durch den Film Gobots: Battle of the Rock Lords fortgesetzt.
- Die Serie hieß "Challenge of the Machine Men" in Australien.